# Станіслав Лянцкоронський (маршалок)
Станіслав Лянцкоронський «Маршалкович» з Бжезя, Лянцкорони і Влодзіслава (д/н — 1489) — державний та військовий діяч, дипломат королівства Польського.

## Життєпис
Походив зі знатного польського роду Лянцкоронських гербу Задора. Старший син Миколая Лянцкоронського, старости сандецького, віслицького і корчинського, та Феліції Ліс. Здобув гарну освіту. Одружився з представницею роду Курозвецьких.
У 1468 році був у складі польської делегації до Їржі, короля Богемії, з метою домовитися про спадкування трону цього королівства Владиславом Ягеллончиком. На дяку за успішні перемовини отримав значні статки у Малій Польщі. У 1471—1474 роках брав участь у військових діях короля Владислава II проти Матвія Корвина в Сілезії та Моравії, які останній захопив, претендуючи на богемську корону.
У 1475 році призначається кухмістером великим коронним. Того ж року супроводжував принцесу Ядвігу до двору ландсугт-баварського герцога Георга. Брав участь у їх пишному весіллі. 1477 року призначено маршалком надвірним коронним. У 1478 році разом з Яном Длугошем очолював посольство до Угорщини, де уклав мирний договір між Владиславом II і Матвієм Корвином.
Наприкінці життя став одним із найзаможніших магнатів Польщі. Помер у 1489 році.

## Родина
Дружина — Анна Курозвенцька.
Діти:
- Миколай
- Ян
- Станіслав (1465—1535), воєвода подільський
- Предслав (1480—1531), козацький гетьман